# 小谷昌太郎
小谷 昌太郎（こたに しょうたろう、1986年10月29日 - ）は日本の俳優・モデル。大阪市出身。

## 人物・来歴
- 2006年、「第19回ジュノン・スーパーボーイ・コンテスト」に応募。
- 2010年、太田プロダクション主催「俳優ワークショップ（第11期生）」卒業。同年、戦国鍋TV 〜なんとなく歴史が学べる映像〜で俳優デビュー。
- 特技はサッカー。大阪代表の経歴を持つ。
- 趣味はフットサル、サイクリング、服・靴・鞄のリメイク、散歩。[1]
- 姉は元女優の小谷早弥花で、義兄（姉の夫）は俳優の金城大和。
- 夢城えれん(元宝塚歌劇団 星組)と同級生。

## 出演作品

### テレビ番組
- 戦国鍋TV 〜なんとなく歴史が学べる映像〜（2010年4月-2011年9月、2012年4月-9月 tvk)
  - 利休七哲：牧村利貞 役
  - 戦国にほえろ！：容疑者 役
  - AKR四十七：岡野金右衛門 役
  - ヘアアーティスト毛利：スタッフC 役
  - RQ〜カリスマショップ千利休〜：客 役
- 俺の地図帳 〜地理メンBOYSが行く〜（2014年4月-2014年9月、2015年4月-9月 読売テレビ)
  - 殿様のブランチ：家臣B・小谷昌太郎編集長 役
  - 秘湯武士ロマン「Q-shu」：龍造寺隆信 役
  - 富士山からDON！〜毛利三兄弟〜：毛利隆元 役

### テレビドラマ
- アスコーマーチ〜明日香工業高校物語〜 （2011年、テレビ朝日）：小坂昌太郎 役
- 花ざかりの君たちへ〜イケメン☆パラダイス〜2011 （2011年、フジテレビ）：守口博人 役
- 山田くんと7人の魔女　第1話（2013年8月10日、フジテレビ）：男子高校生 役
- ST 赤と白の捜査ファイル　第1話（2014年7月16日、日本テレビ）：杉田栄吉 役

### 舞台
- 「新春戦国鍋祭〜あんまり近づきすぎると斬られちゃうよ〜」 (2011年1月7日-16日 サンシャイン劇場、2011年1月23日 梅田芸術劇場)：一人七本槍/小西隆佐・牧村利貞 役
- FREE(S)プロデュース公演 「SHINSENGUMI 〜episode IKEDAYA〜」（2011年11月25日-28日、エコー劇場）：藤堂平助 役
- 「大江戸鍋祭〜あんまりはしゃぎ過ぎると討たれちゃうよ〜」 (2011年12月23日-26日 明治座、2011年12月31日 梅田芸術劇場)：清水一学/清水 役
- ブルーカバーアクターズ公演 Vol.5「アイスクリームマン」（2012年9月25日-30日、TACCS1179）
- Stylish shine!! Vol.2「Re-miniscence」（2012年10月31日-11月4日、シアターグリーン BIG TREE THEATER）
- Be With ダブルフェイスシアター「灰とダイヤモンド Noir」（2013年2月9日-11日、ワーサルシアター）：サファイア 役
- 劇団TEAM-ODAC 再演企画公演「ダルマ」（2013年5月15日-19日、全労済ホールスペース・ゼロ）：笹治 役
- FREE(S)プロデュース公演 STAGE×12 vol.3「乙女心と夏の空」（2013年6月18日-21日、赤坂GENKI劇場）：二ノ宮勇人 役
- FREE(S)プロデュース公演 STAGE×12 vol.12「グランドハウストーキョー」（2014年4月9日-13日、小劇場B1）：二ノ宮勇人 役
- 「俺の地図帳 地理メンー座 旗揚げ公演！」（2014年12月3日、神奈川県民ホール 大ホール）：家臣B/龍造寺隆信/毛利隆元 役
- gmk project 第一回公演　「新・幕末純情伝」（2015年1月7日-1月11日、新国立劇場 小劇場）：永倉新八 役
- D3 PUBLISHER Presents「Anchor -大きな木の下で-」（2015年3月17日-3月22日、CBGKシブゲキ!!）：ゲン 役
- 劇団TEAM-ODAC 再演企画公演「ダルマ」（2015年6月18日-23日、紀伊国屋ホール）：笹治 役
- FlyingTripVol.10「KAJITSU-過日- 」（2015年9月11日-15日、あうるすぽっと）：遠山 役
- N・Sプロデュース「約束〜真説三億円事件〜」（2015年11月11日-15日、テアトルBONBON）：ジョーハーフ/クレイジージョー 役

### 映画
- 阪急電車 片道15分の奇跡（2011年）：大学生 役
- CONFLICT〜最大の抗争〜（2016年）

### ファッションモデル
- TRUMP
- BEATNIX

### ラジオ
- DJ日本史「DJ日本史スペシャル 実況中継！大坂夏の陣」（2015年7月20日、R1 NHKラジオ第1）

### DVD
- 戦国鍋TV 〜なんとなく歴史が学べる映像〜（2010年-2013年）
- 俺の地図帳 〜地理メンBOYSが行く〜（2014年-2015年)
- 「新春戦国鍋祭〜あんまり近づきすぎると斬られちゃうよ〜」（2011年）：一人七本槍/小西隆佐・牧村利貞 役
- アスコーマーチ〜明日香工業高校物語〜 （2011年）：小坂昌太郎 役
- 阪急電車 片道15分の奇跡（2011年）：大学生 役
- 花ざかりの君たちへ〜イケメン☆パラダイス〜2011 （2011年）：守口博人 役
- FREE(S)プロデュース公演 「SHINSENGUMI 〜episode IKEDAYA〜」（2012年）：藤堂平助 役
- 「大江戸鍋祭〜あんまりはしゃぎ過ぎると討たれちゃうよ〜」（2012年）：清水一学/清水 役
- Stylish shine!! Vol.2「Re-miniscence」（2012年）
- 劇団TEAM-ODAC 再演企画公演「ダルマ」（2013年）：笹治 役
- FREE(S)プロデュース公演 STAGE×12 vol.3「乙女心と夏の空」（2013年）：二ノ宮勇人 役
- FREE(S)プロデュース公演 STAGE×12 vol.12「グランドハウストーキョー」（2014年）：二ノ宮勇人 役
- 山田くんと7人の魔女（2014年）：男子高校生 役
- ST 赤と白の捜査ファイル（2014年）：杉田栄吉 役
- D3 PUBLISHER Presents「Anchor -大きな木の下で-」（2015年）：ゲン 役
- 劇団TEAM-ODAC 再演企画公演「ダルマ」（2015年）：笹治 役

### CD
- 戦国鍋TV ミュージック・トゥナイト 〜なんとなく歴史が学べるCD〜（2011年）
- 戦国鍋TV　ミュージック・トゥナイト スペシャル　下巻（2012年）
- 戦国鍋TV ミュージック・トゥナイト なんとなく歴史が学べるCD 再出陣!編（2013年）

### ライブ
- 「戦国鍋TV まさかの1周年記念調子に乗ってCDまで出しちゃいますライブ」（2011年5月11日、関内ホール）：牧村利貞 役
- 「戦国鍋TV〜tvkに40年の歴史あり！祝ってみせようホトトギスLIVE〜」（2012年10月20日、横浜赤レンガパーク野外特設会場）：牧村利貞/岡野金右衛門 役
- 「戦国鍋TVライブツアー 〜武士ロックフェスティバル2013〜」（2013年1月8日-9日Zepp東京、2013年1月11日Zeppなんば大阪）：平野長泰/松江隆仙/牧村利貞/岡野金右衛門 役

### イベント
- 「tvk40周年記念「秋じゃないけど収穫祭」戦国鍋TVトークイベント」（2012年6月3日、日本大通り）：岡野金右衛門 役
- 「「戦国鍋TV 渋谷パルコ 夏の陣」戦国鍋トークショー」（2012年8月12日、パルコミュージアム「戦国鍋TV 渋谷パルコ 夏の陣」会場内特設ステージ）
- 「「戦国鍋TVライブツアー〜武士ロックフェスティバル2013〜」DVD発売記念スタッフトークイベント」（2013年5月11日BEAMS T店舗）：（1-2部）
- 「俺の地図帳 地理メンBOYSトークステージ」（2014年8月30日、大阪ステーションシティ（JR大阪駅）5階 「時空の広場」）
- 「24時間テレビ 愛は地球を救う「関西イベントステージ」」（2014年8月31日、大阪ビジネスパーク ツイン21「イベントステージ」）
- 「俺の地図帳 旅と地図帳と俺、たまにオマエ」（2014年11月23日、大坂の陣400年天下一祭 特設会場 西の丸ドーム）：家臣B/龍造寺隆信/毛利隆元 役
- 「DVD「俺の地図帳〜地理メンBOYSが行く〜 6」リリース記念＆バレンタイン企画」（2015年2月14日、タワーレコード横浜ビブレ店店内イベントスペース）
- 「DVD全巻リリース記念「俺の地図帳〜地理メンBOYSが行く〜」感謝祭」（2015年3月6日、タワーレコード渋谷店  B1F「CUTUP STUDIO」）
- 「俺の地図帳」番組上映会（2015年8月1日、ヨコハマNEWSハーバー「アプローズ」）：（1部）
- 「俺の地図帳 地理メンBOYSトークステージ」（2015年8月22日、大阪ステーションシティ（JR大阪駅）5階 「時空の広場」）
- 「24時間テレビ 愛は地球を救う「関西イベントステージ」」（2015年8月23日、大阪ビジネスパーク ツイン21「イベントステージ」）
- 「俺の地図帳 番組トークショー」（2015年10月3日、JRA阪神競馬場「イベントステージ」）